# Vriesea vietoris
Vriesea vietoris är en gräsväxtart som beskrevs av John F. Utley. Vriesea vietoris ingår i släktet Vriesea och familjen Bromeliaceae. Inga underarter finns listade i Catalogue of Life.